# IC 1055
IC 1055 — галактика типу Sb (компактна витягнута галактика) у сузір'ї Терези.
Цей об'єкт міститься в оригінальній редакції індексного каталогу.